# Entente Deuil-Garges
L’Entente Deuil-Garges est un club français de hockey sur glace évoluant en 2014/2015 en division 3. Cette entente est une association entre deux clubs du Val-d'Oise, le Hockey Club Garges-lès-Gonesse et le Club des sports de glace de Deuil-la-Barre. L’équipe est surnommée les Chiefs. Ce nom a été choisi par des joueurs revenus d’un stage au Canada et séduits par le film La Castagne avec Paul Newman, mettant en scène les Chiefs de Charleston, réputés bagarreurs. Anecdote : Les joueurs gargeois avaient fait venir d’outre-Atlantique les mêmes maillots que ceux utilisés dans le film.

## Historique

Logo de 2007 à 2014

## Palmarès[4]

### Résultats saison par saison
| Saison    | Division   | Classement        | Note                   |
| --------- | ---------- | ----------------- | ---------------------- |
| 2007/2008 | Division 1 | 11e               | Maintien en Division 1 |
| 2008/2009 | Division 1 | 13e               | Maintien en Division 1 |
| 2009/2010 | Division 1 | 11e               | Maintien en Division 1 |
| 2010/2011 | Division 1 | 14e               | Relégué en Division 3¹ |
| 2011/2012 | Division 3 | 4e du carré final | Maintien en Division 3 |
| 2012/2013 | Division 3 | 1/8e phase finale | Maintien en Division 3 |
| 2013/2014 | Division 3 | 1/4 phase finale  | Maintien en Division 3 |
| 2014/2015 | Division 3 | 1/4 phase finale  | Maintien en Division 3 |
| 2015/2016 | Division 3 | 3e du carré final | Maintien en Division 3 |

¹Relégué sportivement en D2, mais relégué administrativement en D3.

## Effectif
| No    | Nom                  | Nat. | Position  | Arrivée                               |
| ----- | -------------------- | ---- | --------- | ------------------------------------- |
| +030, | Tamás Kiss           |      | Gardien   | 2014 - Dunaújvárosi Acélbikák         |
| +039, | Maxime Broutin       |      | Gardien   | Formé au club                         |
| +007, | François Lafontaine  |      | Défenseur | 2010 - sans club                      |
| +008, | Gauthier Petroni     |      | Défenseur | 2007 - Dragons de Rouen U22           |
| +022, | Nicolas Jeannin      |      | Défenseur | Formé au club                         |
| +079, | Nicolas Cousin       |      | Défenseur | 2012 - Castors d'Asnières             |
| +069, | Alexandre Marie      |      | Défenseur | Formé au club                         |
| +080, | Yann Le Duff         |      | Défenseur | Formé au club                         |
| +005, | Fabian Gumucio       |      | Attaquant | 2015 - Castors d'Asnières II          |
| +006, | Damien Ilczyszyn – A |      | Attaquant | Formé au club                         |
| +010, | Nicolas Tonkovitch   |      | Attaquant | 2015 - Castors d'Asnières II          |
| +014, | Jérémy Garaud        |      | Attaquant | 2011 - Jokers de Cergy-Pontoise II    |
| +018, | Gaëtan Jeannin – A   |      | Attaquant | 2007 - Avalanche Mont-Blanc           |
| +019, | Quentin Vial – C     |      | Attaquant | 2013 - sans club                      |
| +021, | Viktor Papp          |      | Attaquant | 2015 - Dunaújvárosi Acélbikák         |
| +027, | Alexis Magnier       |      | Attaquant | 2010 - Loups de Saint-Ouen            |
| +037, | Vladimír Mikula      |      | Attaquant | 2014 - Peaux-Rouges d'Évry            |
| +070, | Jordan Dana          |      | Attaquant | Formé au club                         |
| +074, | Romain Sauvage       |      | Attaquant | 2014 - Diables rouges de Valenciennes |